# Zapłocie (województwo zachodniopomorskie)
Zapłocie – wieś w północno-zachodniej Polsce, położona w województwie zachodniopomorskim, w powiecie łobeskim, w gminie Dobra, przy trasie Stargardzkiej Kolei Wąskotorowej ze Stargardu do Dobrej (obecnie nieczynna).
W Zapłociu są 3 budynki mieszkalne, zamieszkane przez 27 osób, jeden z nich to pałacyk z początku XX wieku. Zapłocie podlega sołectwu Dobropola.